# Луїджі Верчеллі
Луїджі Верчеллі (італ. Luigi Vercelli, 1898, Турин — 1972) — італійський футболіст, що грав на позиції захисника, зокрема за клуби «Алессандрія», «Новезе» та СПАЛ, а також національну збірну Італії.

## Клубна кар'єра
У дорослому футболі дебютував 1919 року виступами за команду «Аматорі Торіно», в якій провів один сезон, після чого приєднався до «Алессандрії», за яку відіграв також протягом одного сезону.
1921 року став гравцем «Новезе». У першому ж сезоні у новій команді допоміг їй здобути перший і єдиний у її історії титул чемпіона Італії.
З 1924 року протягом одного сезону захищав кольори клубу СПАЛ, після чого перейшов до «Реджяни», виступами за яку і завершив ігрову кар'єру 1927 року.

## Виступи за збірну
1921 року провів свою єдину гру у складі національної збірної Італії.
Помер 1 січня 1972 року на 75-му році життя.
| Дата       | Місто  | Господарі | Результат | Гості  | Турнір           | Голи | Примітки |
| ---------- | ------ | --------- | --------- | ------ | ---------------- | ---- | -------- |
| 06/11/1921 | Женева | Швейцарія | 1 – 1     | Італія | товариський матч | -    |          |
| Усього     |        | Матчів    | 1         |        | Голів            | 0    |          |

## Титули і досягнення
- Чемпіон Італії (1):

«Новезе»: 1921-1922